# Walid Shoebat
Walid Shoebat (árabe: وليد شعيبات‎) é um cidadão americano nascido de um pai palestino e de uma mãe estadunidense. Ele se tornou conhecido publicamente ao se tornar um crítico ardente do islamismo e por apoiar Israel. Shoebat afirma ser um ex-terrorista da Organização para a Libertação da Palestina, assim como que atacou por diversas vezes alvos israelenses.
Shoebat tem sido criticado por alegadamente ter agido de maneira dúbia e apresentado inconsistências em suas declarações.